# Усениново
Усени́ново — село в Туринском городском округе Свердловской области России.

## Географическое положение
Село находится в 17 километрах к западу от города Туринска (по автотрассе 21 километров), на правом берегу реки Туры. село Расположено на горе, вокруг которой раньше был лес.

## История села
Село расположено на месте старой татарской деревни Епанчина. Было основано 6 июня 1650 года. Первые упоминания о селе встречаются вслед за основанием Туринска. Это подтверждается в книге летописных материалов «Ермак Тимофеевич — славный сын земли русской»: «Первым жителем села был татарин Гусейнов. К нему приехали родственники и остались жить. Постепенно стали селиться русские. Русских семей сначала было очень мало, но постепенно количество их увеличилось, а татарские семьи выехали в деревню Яр. Несколько семей жили около озера Синяк, но так как место около этого озера топило водой, эти семьи тоже переехали в с. Усениново. Постройки были беспорядочно поставлены. Не было ни улиц, ни проулков, т. е строились по хуторской системе. Дом от дома стоял очень далеко. Там, где находится площадь, было кладбище».
В 17 верстах от Туринска на месте нынешнего Усенинова в 1582 году (или по другим источникам в 1581 году) произошло первое столкновение Ермаковой дружины с татарами во главе с князем Епанчой, которые потерпели поражение и отступили к своему городку Епанчин-Тура, нынешнему Туринску. В августе 2007 году археологической экспедицией Уральского государственного университета вскрыт средневековый культурный слой и обнаружено место, где в 1582 году происходило первое столкновение Ермака с татарскими и вогульскими отрядами на пути в Сибирь.
Позднее в селе было очень много политических ссыльных. До образования колхозов люди жили единолично.

### Пророко-Илиинский храм
В селе был построен каменный пятипрестольный одиннадцатиглавый храм. Строился он 40 лет и был построен в 1773 году. Огромный колокол весом 3000 пудов извещал о начале обедни. Верхний храм был освящён во имя пророка Илии, придел — в честь Святой Живоначальной Троицы, нижний храм — во имя праведного Алексия, человека Божия, правый придел — во имя святого Николая, архиепископа Мирликийского, левый придел — во имя великомучениц Параскевы. Храм был закрыт в 1939 году, позднее в нём был клуб, затем склад. В 1950-х годах храм начали разрушать, кирпичи пошли на постройку МТС села Усенинове и школы-интерната в селе Ленском.

### Усениновская сельская школа
Обучение детей с конца XIX века проходило в церковно-приходской школе, до 1931 года в селе было начальное училище. В 1931 году начальное училище сгорело, и на его месте в центре села в 1932 году была построена семилетняя школа. В 1962-1963 учебном году школа была преобразована в восьмилетнюю, а в 1966-1967 учебном году — в среднюю. В 1978 году был построен новый пришкольный интернат для детей из близлежащих деревень, а в 1980 году сооружена новая двухэтажная школа в центре села. В 2013-2014 учебном году численность учащихся в школе резко уменьшилась до 100 человек.

## Экономика
Основа экономики - сельское хозяйство. На территории села ведет деятельность Закрытое акционерное общество работников «Народное предприятие «Энергия». Основной вид деятельности - смешанное сельское хозяйство (молочное животноводство, растениеводство).

## Население
| 2002 | 2010 | 2021 |
| ---- | ---- | ---- |
| 725  | ↘622 | ↘511 |